# Кросненська зона
Кро́сненська зо́на — геологічна структура (синклінорій), частина Карпатської покривно-складчастої споруди. 
Простягається від витоків Сяну до кордону України з Румунією (по річці Сучаві) смугою завширшки 10—32 км. З південного заходу обмежена насувами Дуклянського покриву і Чорногірського покриву, північно-східна межа умовна. Належить до зовнішньої групи структурно-фаціальних зон (разом зі Скибовим покривом). Породи, що виповнюють синклінорій, утворилися при сталому опусканні його основи в субаквальних умовах. 
Найпоширеніші у Кросненські зоні — геологічні відклади кросненської світи олігоцену (пісковики, піщано-глинистий фліш потужністю до 3500 м), які виходять на денну поверхню. У складі Кросненської зони виділяють численні тектонічні порушення — скиби, згруповані у три підзони, які різняться будовою основи. У рельєфі зона відповідає Вододільному хребту, Ґорґанам, Ворохта-Путильському низькогір'ю. У межах зони є кілька невеликих покладів нафти. 